# Средняя лестничная мышца
Средняя лестничная мышца (лат. Musculus scalenus medius) начинается от задних бугорков шести нижних шейных позвонков, направляется книзу позади передней лестничной мышцы и прикрепляется к верхней поверхности I ребра, позади борозды подключичной артерии (лат. sulcus arteriae subclaviae). Над указанной бороздой, между передней и средней лестничными мышцами, имеется треугольная щель, в которой проходят подключичная артерия и нервные стволы плечевого сплетения.

## Функция
Средняя лестничная мышца поднимает верхнее I ребро, действуя как мышца вдоха. При фиксированных рёбрах, сокращаясь с обеих сторон она сгибает шейную часть позвоночника кпереди, а при одностороннем сокращении сгибает и поворачивает её в свою сторону.